# Pukkisaari (ö i Södra Österbotten, Seinäjoki, lat 62,88, long 22,40)
Pukkisaari är en ö i Finland. Den ligger i sjön Kotilammi och i kommunen Seinäjoki i den ekonomiska regionen  Seinäjoki och landskapet Södra Österbotten, i den sydvästra delen av landet, 300 km norr om huvudstaden Helsingfors. Öns area är 2 hektar och dess största längd är 220 meter i nord-sydlig riktning.